# オールNBAチーム
オールNBAチームは、北米プロバスケットボールリーグNBAにおいて、シーズン毎に優秀な選手に授与される名誉。1946-47シーズンに創設された。米国とカナダのスポーツライターやブロードキャスターの投票によって行われる。当初はポジション関係なく1st・2ndチーム各5人（計10人）が選ばれていたが、1955-56シーズンから各チームはポジションによりフォワード2名・ガード2名・センター1名のラインナップで構成されるようになった。その後1988-89シーズンからは1st・2nd・3rdチーム各5人（計15人）が選ばれるようになり、現在に至っている。
プレーヤーは、1stチームの投票で5ポイント、2ndチームの投票で3ポイント、3rdチームの投票で1ポイントを得る。ポイントの合計で上位5選手が1stチームを構成し、続く5選手が2ndチーム、更に続く5選手が3rdチームとなる。5番目の得票が同数の場合は6名になる。6人が選出されたのは、1951-52シーズンにボブ・デイヴィスとドルフ・シェイズが同点5位とされたのが唯一である。

## 最多選出選手

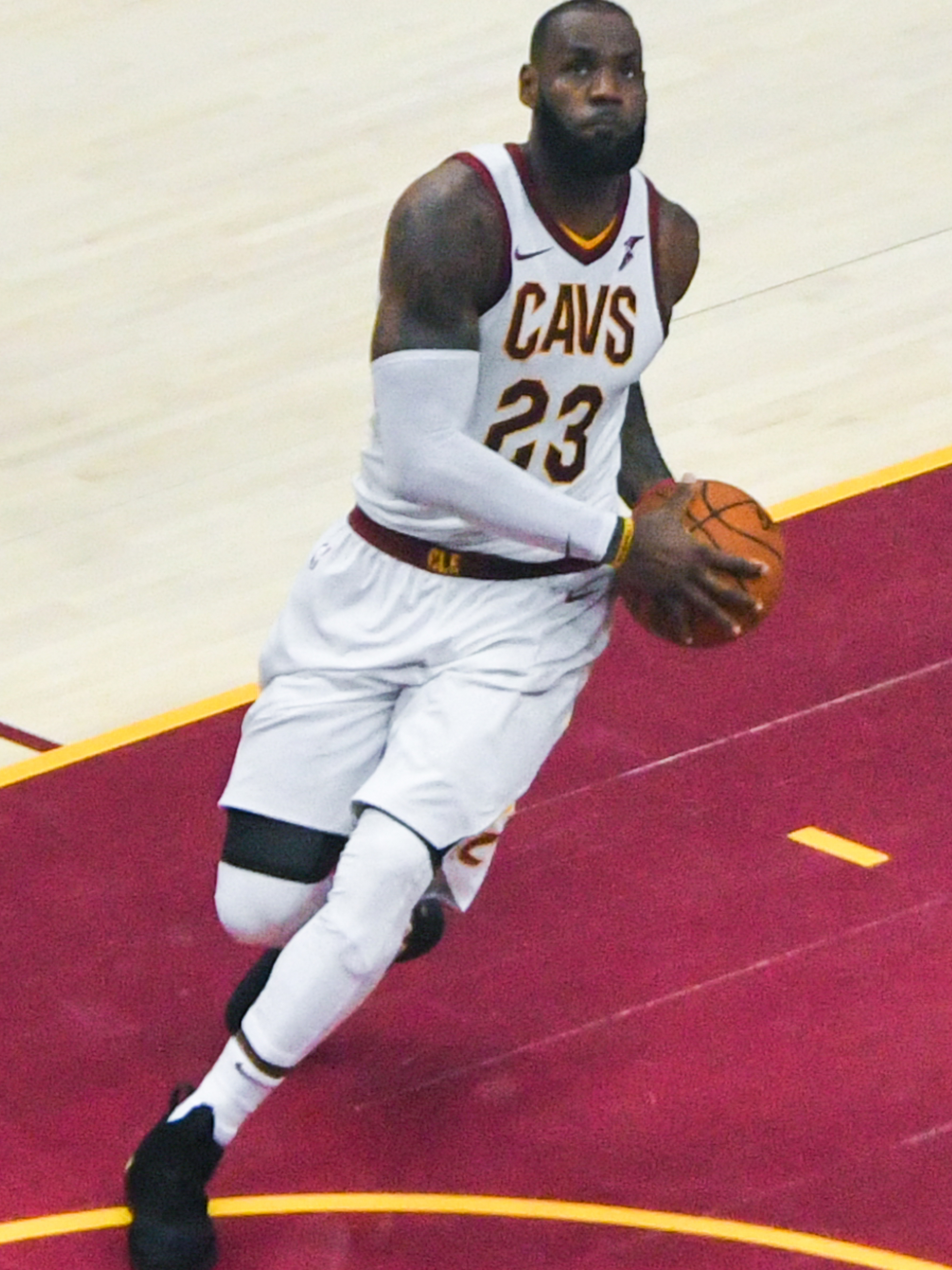
史上最多の1stチーム13度、通算20度選出を誇るレブロン・ジェームズ

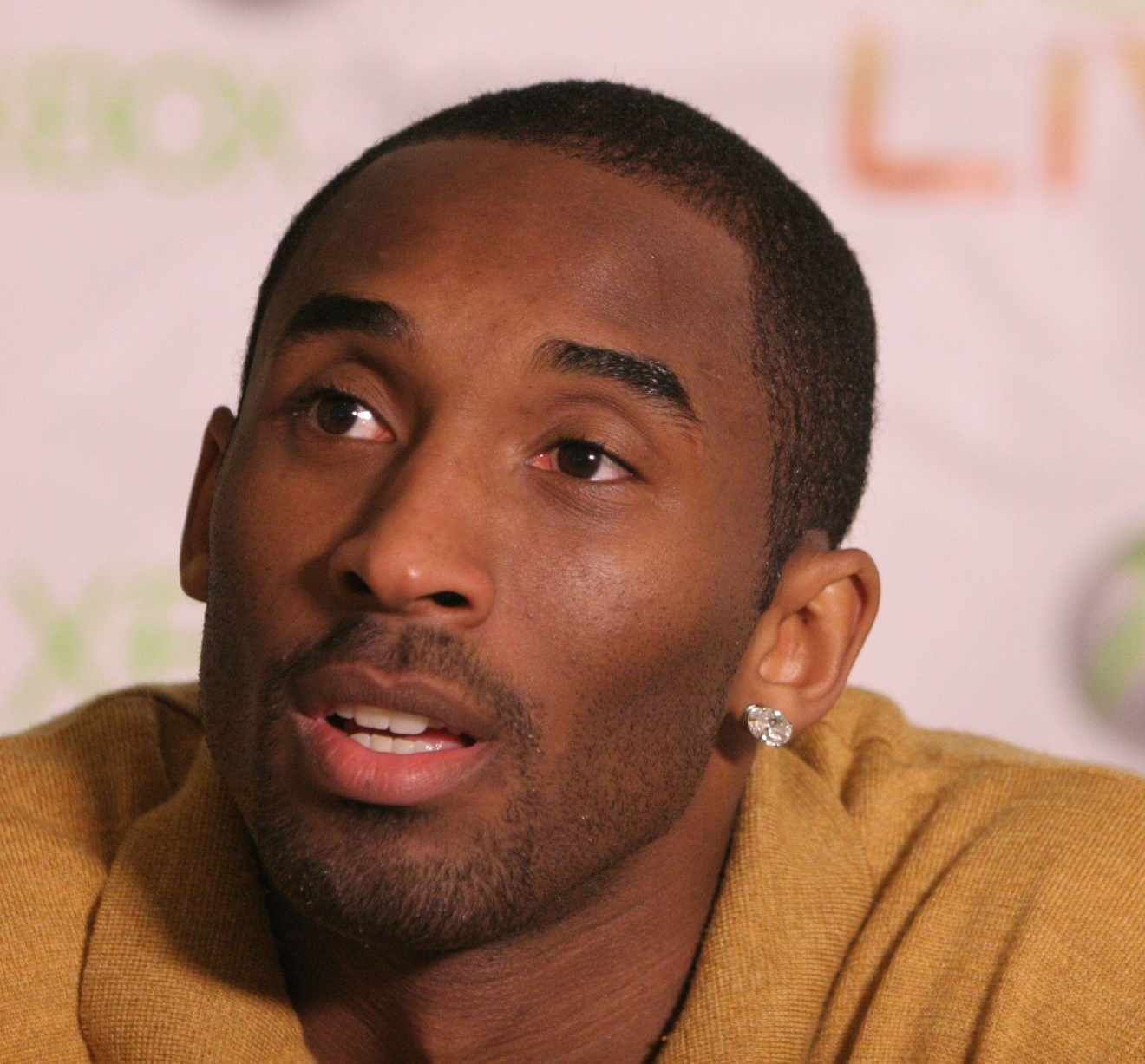
コービー・ブライアント (15度選出)

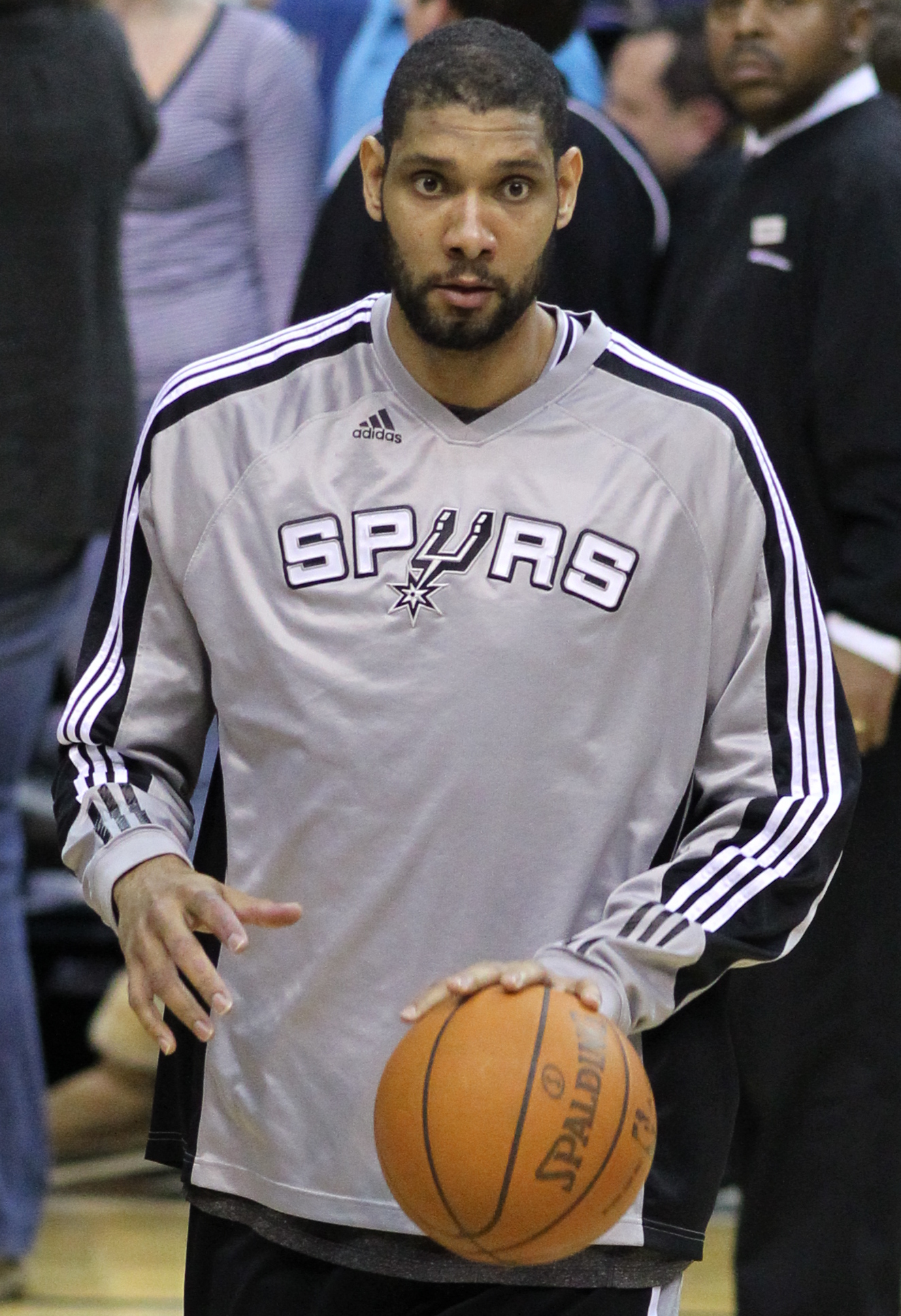
ティム・ダンカン (15度選出)

| * | 殿堂入り |
| ^ | 現役選手 |

| 選手                            | 計 | 1st | 2nd | 3rd | MVP |
| ------------------------------- | -- | --- | --- | --- | --- |
| レブロン・ジェームズ^           | 21 | 13  | 4   | 4   | 4   |
| コービー・ブライアント*         | 15 | 11  | 2   | 2   | 1   |
| カリーム・アブドゥル・ジャバー* | 15 | 10  | 5   | 0   | 6   |
| ティム・ダンカン*               | 15 | 10  | 3   | 2   | 2   |
| カール・マローン*               | 14 | 11  | 2   | 1   | 2   |
| シャキール・オニール*           | 14 | 8   | 2   | 4   | 1   |
| ボブ・クージー*                 | 12 | 10  | 2   | 0   | 1   |
| ジェリー・ウェスト*             | 12 | 10  | 2   | 0   | 0   |
| ドルフ・シェイズ*               | 12 | 6   | 6   | 0   | 0   |
| アキーム・オラジュワン*         | 12 | 6   | 3   | 3   | 1   |
| ダーク・ノヴィツキー*           | 12 | 4   | 5   | 3   | 1   |
| マイケル・ジョーダン*           | 11 | 10  | 1   | 0   | 5   |
| ボブ・ペティット*               | 11 | 10  | 1   | 0   | 2   |
| オスカー・ロバートソン*         | 11 | 9   | 2   | 0   | 1   |
| チャールズ・バークレー*         | 11 | 5   | 5   | 1   | 1   |
| ジョン・ハブリチェック*         | 11 | 4   | 7   | 0   | 0   |
| ステフィン・カリー^             | 11 | 4   | 5   | 2   | 2   |
| クリス・ポール^                 | 11 | 4   | 5   | 2   | 0   |
| ビル・ラッセル*                 | 11 | 3   | 8   | 0   | 5   |
| ジョン・ストックトン*           | 11 | 2   | 6   | 3   | 0   |
| エルジン・ベイラー*             | 10 | 10  | 0   | 0   | 0   |
| ラリー・バード*                 | 10 | 9   | 1   | 0   | 3   |
| マジック・ジョンソン*           | 10 | 9   | 1   | 0   | 3   |
| ウィルト・チェンバレン*         | 10 | 8   | 2   | 0   | 4   |
| ケビン・デュラント^             | 11 | 6   | 5   | 0   | 1   |
| デビッド・ロビンソン*           | 10 | 4   | 2   | 4   | 1   |

## 歴代選出選手一覧
| *    | バスケットボール殿堂入り |
| ^    | 現役選手                 |
| 太字 | 最優秀選手 (MVP)         |

| シーズン | 1stチーム                               | 1stチーム                          | 2ndチーム                            | 2ndチーム                          | 3rdチーム                         | 3rdチーム                          |
| シーズン | 選手                                    | 所属チーム                         | 選手                                 | 所属チーム                         | 選手                              | 所属チーム                         |
| -------- | --------------------------------------- | ---------------------------------- | ------------------------------------ | ---------------------------------- | --------------------------------- | ---------------------------------- |
| 1946-47  | ジョー・ファルクス*                     | フィラデルフィア・ウォリアーズ     | アーニー・カルバリー                 | プロビデンス・スチームローラーズ   | N/A                               |                                    |
| 1946-47  | ボブ・フィーリック                      | ワシントン・キャピトルズ           | フランク・バームホルツ               | クリーブランド・レベルズ           |                                   |                                    |
| 1946-47  | スタン・ミアセック                      | デトロイト・ファルコンズ           | ジョニー・ローガン                   | セントルイス・ボンバーズ           |                                   |                                    |
| 1946-47  | ボーンズ・マッキニー                    | ワシントン・キャピトルズ           | チック・ハルバート                   | シカゴ・スタッグズ                 |                                   |                                    |
| 1946-47  | マックス・ザスロフスキー                | シカゴ・スタッグズ                 | フレッド・スコラリ                   | ワシントン・キャピトルズ           |                                   |                                    |
| 1947-48  | ジョー・ファルクス* (2)                 | フィラデルフィア・ウォリアーズ     | ジョニー・ローガン (2)               | セントルイス・ボンバーズ           |                                   |                                    |
| 1947-48  | マックス・ザスロフスキー (2)            | シカゴ・スタッグズ                 | カール・ブラウン*                    | ニューヨーク・ニックス             |                                   |                                    |
| 1947-48  | エド・サドウスキー                      | ボストン・セルティックス           | スタン・ミアセック (2)               | シカゴ・スタッグズ                 |                                   |                                    |
| 1947-48  | ハウイー・ダルマー                      | フィラデルフィア・ウォリアーズ     | フレッド・スコラリ (2)               | ワシントン・キャピトルズ           |                                   |                                    |
| 1947-48  | ボブ・フィーリック (2)                  | ワシントン・キャピタルズ           | バディ・ジャネット*                  | ボルティモア・ブレッツ             |                                   |                                    |
| 1948-49  | ジョージ・マイカン*                     | ミネアポリス・レイカーズ           | アーニー・ライゼン*                  | ロチェスター・ロイヤルズ           |                                   |                                    |
| 1948-49  | ジョー・ファルクス* (3)                 | フィラデルフィア・ウォリアーズ     | ボブ・フィーリック (3)               | ワシントン・キャピトルズ           |                                   |                                    |
| 1948-49  | ボブ・デイヴィス*                       | ロチェスター・ロイヤルズ           | ボーンズ・マッキニー (2)             | ワシントン・キャピトルズ           |                                   |                                    |
| 1948-49  | マックス・ザスロフスキー (3)            | シカゴ・スタッグズ                 | ケン・セイラーズ                     | プロビデンス・スチームローラーズ   |                                   |                                    |
| 1948-49  | ジム・ポラード*                         | ミネアポリス・レイカーズ           | ジョニー・ローガン (3)               | セントルイス・ボンバーズ           |                                   |                                    |
| 1949–50  | ジョージ・マイカン* (2)                 | ミネアポリス・レイカーズ           | フランク・ブライアン                 | アンダーソン・パッカーズ           |                                   |                                    |
| 1949–50  | ジム・ポラード* (2)                     | ミネアポリス・レイカーズ           | フレッド・シャウス                   | フォートウェイン・ピストンズ       |                                   |                                    |
| 1949–50  | アレックス・グローザ                    | インディアナポリス・オリンピアンズ | ドルフ・シェイズ*                    | シラキューズ・ナショナルズ         |                                   |                                    |
| 1949–50  | ボブ・デイヴィス* (2)                   | ロチェスター・ロイヤルズ           | アル・セルヴィ*                      | シラキューズ・ナショナルズ         |                                   |                                    |
| 1949–50  | マックス・ザスロフスキー (4)            | シカゴ・スタッグズ                 | ラルフ・ベアード                     | インディアナポリス・オリンピアンズ |                                   |                                    |
| 1950–51  | ジョージ・マイカン* (3)                 | ミネアポリス・レイカーズ           | ドルフ・シェイズ* (2)                | シラキューズ・ナショナルズ         |                                   |                                    |
| 1950–51  | アレックス・グローザ (2)                | インディアナポリス・オリンピアンズ | フランク・ブライアン (2)             | トライシティーズ・ブラックホークス |                                   |                                    |
| 1950–51  | エド・マコーレー*                       | ボストン・セルティックス           | ヴァーン・ミッケルセン*              | ミネアポリス・レイカーズ           |                                   |                                    |
| 1950–51  | ボブ・デイヴィス* (3)                   | ロチェスター・ロイヤルズ           | ジョー・ファルクス* (4)              | フィラデルフィア・ウォリアーズ     |                                   |                                    |
| 1950–51  | ラルフ・ベアード (2)                    | インディアナポリス・オリンピアンズ | ディック・マグワイア*                | ニューヨーク・ニックス             |                                   |                                    |
| 1951–52  | ジョージ・マイカン* (4)                 | ミネアポリス・レイカーズ           | ラリー・フォウスト                   | フォートウェイン・ピストンズ       |                                   |                                    |
| 1951–52  | エド・マコーレー* (2)                   | ボストン・セルティックス           | ヴァーン・ミッケルセン* (2)          | ミネアポリス・レイカーズ           |                                   |                                    |
| 1951–52  | ポール・アリジン*                       | フィラデルフィア・ウォリアーズ     | ジム・ポラード* (3)                  | ミネアポリス・レイカーズ           |                                   |                                    |
| 1951–52  | ボブ・クージー*                         | ボストン・セルティックス           | ボビー・ヴァンツァー*                | ロチェスター・ロイヤルズ           |                                   |                                    |
| 1951–52  | ボブ・デイヴィス* (4)                   | ロチェスター・ロイヤルズ           | アンディ・フィリップ*                | フィラデルフィア・ウォリアーズ     |                                   |                                    |
| 1951–52  | ドルフ・シェイズ* (3)                   | シラキューズ・ナショナルズ         | アンディ・フィリップ*                | フィラデルフィア・ウォリアーズ     |                                   |                                    |
| 1952–53  | ジョージ・マイカン* (5)                 | ミネアポリス・レイカーズ           | ビル・シャーマン*                    | ボストン・セルティックス           |                                   |                                    |
| 1952–53  | ボブ・クージー* (2)                     | ボストン・セルティックス           | ヴァーン・ミッケルセン* (3)          | ミネアポリス・レイカーズ           |                                   |                                    |
| 1952–53  | ニール・ジョンストン*                   | フィラデルフィア・ウォリアーズ     | ボビー・ヴァンツァー* (2)            | ロチェスター・ロイヤルズ           |                                   |                                    |
| 1952–53  | エド・マコーレー* (3)                   | ボストン・セルティックス           | ボブ・デイヴィス* (5)                | ロチェスター・ロイヤルズ           |                                   |                                    |
| 1952–53  | ドルフ・シェイズ* (4)                   | シラキューズ・ナショナルズ         | アンディ・フィリップ* (2)            | フィラデルフィア・ウォリアーズ     |                                   |                                    |
| 1953–54  | ボブ・クージー* (3)                     | ボストン・セルティックス           | エド・マコーレー* (4)                | ボストン・セルティックス           |                                   |                                    |
| 1953–54  | ニール・ジョンストン* (2)               | フィラデルフィア・ウォリアーズ     | ジム・ポラード* (4)                  | ミネアポリス・レイカーズ           |                                   |                                    |
| 1953–54  | ジョージ・マイカン* (6)                 | ミネアポリス・レイカーズ           | カール・ブラウン* (2)                | ニューヨーク・ニックス             |                                   |                                    |
| 1953–54  | ドルフ・シェイズ* (5)                   | シラキューズ・ナショナルズ         | ボビー・ヴァンツァー* (3)            | ロチェスター・ロイヤルズ           |                                   |                                    |
| 1953–54  | ハリー・ギャラティン*                   | ニューヨーク・ニックス             | ポール・シーモア                     | シラキューズ・ナショナルズ         |                                   |                                    |
| 1954–55  | ニール・ジョンストン* (3)               | フィラデルフィア・ウォリアーズ     | ヴァーン・ミッケルセン* (4)          | ミネアポリス・レイカーズ           |                                   |                                    |
| 1954–55  | ボブ・クージー* (4)                     | ボストン・セルティックス           | ハリー・ギャラティン* (2)            | ニューヨーク・ニックス             |                                   |                                    |
| 1954–55  | ドルフ・シェイズ *(6)                   | シラキューズ・ナショナルズ         | ポール・シーモア (2)                 | シラキューズ・ナショナルズ         |                                   |                                    |
| 1954–55  | ボブ・ペティット*                       | ミルウォーキー・ホークス           | スレーター・マーティン*              | ミネアポリス・レイカーズ           |                                   |                                    |
| 1954–55  | ラリー・フォウスト (2)                  | フォートウェイン・ピストンズ       | ビル・シャーマン* (2)                | ボストン・セルティックス           |                                   |                                    |
| 1955–56  | ボブ・ペティット* (2)                   | セントルイス・ホークス             | ドルフ・シェイズ* (7)                | シラキューズ・ナショナルズ         |                                   |                                    |
| 1955–56  | ポール・アリジン* (2)                   | フィラデルフィア・ウォリアーズ     | モーリス・ストークス*                | ロチェスター・ロイヤルズ           |                                   |                                    |
| 1955–56  | ニール・ジョンストン* (4)               | フィラデルフィア・ウォリアーズ     | クライド・ラブレット*                | ミネアポリス・レイカーズ           |                                   |                                    |
| 1955–56  | ボブ・クージー* (5)                     | ボストン・セルティックス           | スレーター・マーティン* (2)          | ミネアポリス・レイカーズ           |                                   |                                    |
| 1955–56  | ビル・シャーマン* (3)                   | ボストン・セルティックス           | ジャック・ジョージ                   | フィラデルフィア・ウォリアーズ     |                                   |                                    |
| 1956–57  | ポール・アリジン* (3)                   | フィラデルフィア・ウォリアーズ     | ジョージ・ヤードリー*                | フォートウェイン・ピストンズ       |                                   |                                    |
| 1956–57  | ドルフ・シェイズ* (8)                   | シラキューズ・ナショナルズ         | モーリス・ストークス* (2)            | ロチェスター・ロイヤルズ           |                                   |                                    |
| 1956–57  | ボブ・ペティット* (3)                   | セントルイス・ホークス             | ニール・ジョンストン* (5)            | フィラデルフィア・ウォリアーズ     |                                   |                                    |
| 1956–57  | ボブ・クージー* (6)                     | ボストン・セルティックス           | ディック・ガーメイカー               | ミネアポリス・レイカーズ           |                                   |                                    |
| 1956–57  | ビル・シャーマン* (4)                   | ボストン・セルティックス           | スレーター・マーティン* (3)          | セントルイス・ホークス             |                                   |                                    |
| 1957–58  | ドルフ・シェイズ* (9)                   | シラキューズ・ナショナルズ         | クリフ・ヘイガン*                    | セントルイス・ホークス             |                                   |                                    |
| 1957–58  | ジョージ・ヤードリー* (2)               | デトロイト・ピストンズ             | モーリス・ストークス* (3)            | シンシナティ・ロイヤルズ           |                                   |                                    |
| 1957–58  | ボブ・ペティット* (4)                   | セントルイス・ホークス             | ビル・ラッセル*                      | ボストン・セルティックス           |                                   |                                    |
| 1957–58  | ボブ・クージー* (7)                     | ボストン・セルティックス           | トム・ゴーラ*                        | フィラデルフィア・ウォリアーズ     |                                   |                                    |
| 1957–58  | ビル・シャーマン* (5)                   | ボストン・セルティックス           | スレーター・マーティン* (4)          | セントルイス・ホークス             |                                   |                                    |
| 1958–59  | ボブ・ペティット* (5)                   | セントルイス・ホークス             | ポール・アリジン (4)                 | フィラデルフィア・ウォリアーズ     |                                   |                                    |
| 1958–59  | エルジン・ベイラー*                     | ミネアポリス・レイカーズ           | クリフ・ヘイガン* (2)                | セントルイス・ホークス             |                                   |                                    |
| 1958–59  | ビル・ラッセル* (2)                     | ボストン・セルティックス           | ドルフ・シェイズ* (10)               | シラキューズ・ナショナルズ         |                                   |                                    |
| 1958–59  | ボブ・クージー* (8)                     | ボストン・セルティックス           | スレーター・マーティン* (5)          | セントルイス・ホークス             |                                   |                                    |
| 1958–59  | ビル・シャーマン* (6)                   | ボストン・セルティックス           | リッチー・ゲーリン*                  | ニューヨーク・ニックス             |                                   |                                    |
| 1959–60  | ボブ・ペティット* (6)                   | セントルイス・ホークス             | ジャック・トゥィマン*                | シンシナティ・ロイヤルズ           |                                   |                                    |
| 1959–60  | エルジン・ベイラー* (2)                 | ミネアポリス・レイカーズ           | ドルフ・シェイズ* (11)               | シラキューズ・ナショナルズ         |                                   |                                    |
| 1959–60  | ウィルト・チェンバレン*                 | フィラデルフィア・ウォリアーズ     | ビル・ラッセル* (3)                  | ボストン・セルティックス           |                                   |                                    |
| 1959–60  | ボブ・クージー* (9)                     | ボストン・セルティックス           | リッチー・ゲーリン* (2)              | ニューヨーク・ニックス             |                                   |                                    |
| 1959–60  | ジーン・シュー                          | デトロイト・ピストンズ             | ビル・シャーマン* (7)                | ボストン・セルティックス           |                                   |                                    |
| 1960–61  | エルジン・ベイラー* (3)                 | ロサンゼルス・レイカーズ           | ドルフ・シェイズ* (12)               | シラキューズ・ナショナルズ         |                                   |                                    |
| 1960–61  | ボブ・ペティット* (7)                   | セントルイス・ホークス             | トム・ヘインソーン*                  | ボストン・セルティックス           |                                   |                                    |
| 1960–61  | ウィルト・チェンバレン* (2)             | フィラデルフィア・ウォリアーズ     | ビル・ラッセル* (4)                  | ボストン・セルティックス           |                                   |                                    |
| 1960–61  | ボブ・クージー* (10)                    | ボストン・セルティックス           | ラリー・コステロ                     | シラキューズ・ナショナルズ         |                                   |                                    |
| 1960–61  | オスカー・ロバートソン*                 | シンシナティ・ロイヤルズ           | ジーン・シュー (2)                   | デトロイト・ピストンズ             |                                   |                                    |
| 1961–62  | ボブ・ペティット* (8)                   | セントルイス・ホークス             | トム・ヘインソーン* (2)              | ボストン・セルティックス           |                                   |                                    |
| 1961–62  | エルジン・ベイラー* (4)                 | ロサンゼルス・レイカーズ           | ジャック・トゥィマン* (2)            | シンシナティ・ロイヤルズ           |                                   |                                    |
| 1961–62  | ウィルト・チェンバレン* (3)             | フィラデルフィア・ウォリアーズ     | ビル・ラッセル* (5)                  | ボストン・セルティックス           |                                   |                                    |
| 1961–62  | ジェリー・ウェスト*                     | ロサンゼルス・レイカーズ           | リッチー・ゲーリン* (3)              | ニューヨーク・ニックス             |                                   |                                    |
| 1961–62  | オスカー・ロバートソン* (2)             | シンシナティ・ロイヤルズ           | ボブ・クージー* (11)                 | ボストン・セルティックス           |                                   |                                    |
| 1962–63  | エルジン・ベイラー* (5)                 | ロサンゼルス・レイカーズ           | トム・ヘインソーン* (3)              | ボストン・セルティックス           |                                   |                                    |
| 1962–63  | ボブ・ペティット* (9)                   | セントルイス・ホークス             | ベイリー・ハウエル*                  | デトロイト・ピストンズ             |                                   |                                    |
| 1962–63  | ビル・ラッセル* (6)                     | ボストン・セルティックス           | ウィルト・チェンバレン* (4)          | サンフランシスコ・ウォリアーズ     |                                   |                                    |
| 1962–63  | オスカー・ロバートソン* (3)             | シンシナティ・ロイヤルズ           | ボブ・クージー* (12)                 | ボストン・セルティックス           |                                   |                                    |
| 1962–63  | ジェリー・ウェスト* (2)                 | ロサンゼルス・レイカーズ           | ハル・グリア*                        | シラキューズ・ナショナルズ         |                                   |                                    |
| 1963–64  | エルジン・ベイラー* (6)                 | ロサンゼルス・レイカーズ           | トム・ヘインソーン* (4)              | ボストン・セルティックス           |                                   |                                    |
| 1963–64  | ボブ・ペティット* (10)                  | セントルイス・ホークス             | ジェリー・ルーカス*                  | シンシナティ・ロイヤルズ           |                                   |                                    |
| 1963–64  | ウィルト・チェンバレン* (5)             | サンフランシスコ・ウォリアーズ     | ビル・ラッセル* (7)                  | ボストン・セルティックス           |                                   |                                    |
| 1963–64  | オスカー・ロバートソン* (4)             | シンシナティ・ロイヤルズ           | ジョン・ハブリチェック*              | ボストン・セルティックス           |                                   |                                    |
| 1963–64  | ジェリー・ウェスト* (3)                 | ロサンゼルス・レイカーズ           | ハル・グリア* (2)                    | フィラデルフィア・76ers            |                                   |                                    |
| 1964–65  | エルジン・ベイラー* (7)                 | ロサンゼルス・レイカーズ           | ボブ・ペティット* (11)               | セントルイス・ホークス             |                                   |                                    |
| 1964–65  | ジェリー・ルーカス* (2)                 | シンシナティ・ロイヤルズ           | ガス・ジョンソン*                    | ボルティモア・ブレッツ             |                                   |                                    |
| 1964–65  | ビル・ラッセル* (8)                     | ボストン・セルティックス           | ウィルト・チェンバレン* (6)          | フィラデルフィア・76ers            |                                   |                                    |
| 1964–65  | オスカー・ロバートソン* (5)             | シンシナティ・ロイヤルズ           | サム・ジョーンズ*                    | ボストン・セルティックス           |                                   |                                    |
| 1964–65  | ジェリー・ウェスト* (4)                 | ロサンゼルス・レイカーズ           | ハル・グリア* (3)                    | フィラデルフィア・76ers            |                                   |                                    |
| 1965–66  | リック・バリー*                         | サンフランシスコ・ウォリアーズ     | ジョン・ハブリチェック* (2)          | ボストン・セルティックス           |                                   |                                    |
| 1965–66  | ジェリー・ルーカス* (3)                 | シンシナティ・ロイヤルズ           | ガス・ジョンソン* (2)                | ボルティモア・ブレッツ             |                                   |                                    |
| 1965–66  | ウィルト・チェンバレン* (7)             | フィラデルフィア・76ers            | ビル・ラッセル* (9)                  | ボストン・セルティックス           |                                   |                                    |
| 1965–66  | オスカー・ロバートソン* (6)             | シンシナティ・ロイヤルズ           | サム・ジョーンズ* (2)                | ボストン・セルティックス           |                                   |                                    |
| 1965–66  | ジェリー・ウェスト* (5)                 | ロサンゼルス・レイカーズ           | ハル・グリア* (4)                    | フィラデルフィア・76ers            |                                   |                                    |
| 1966–67  | リック・バリー* (2)                     | サンフランシスコ・ウォリアーズ     | ウィリス・リード*                    | ニューヨーク・ニックス             |                                   |                                    |
| 1966–67  | エルジン・ベイラー* (8)                 | ロサンゼルス・レイカーズ           | ジェリー・ルーカス* (4)              | シンシナティ・ロイヤルズ           |                                   |                                    |
| 1966–67  | ウィルト・チェンバレン* (8)             | フィラデルフィア・76ers            | ビル・ラッセル* (10)                 | ボストン・セルティックス           |                                   |                                    |
| 1966–67  | ジェリー・ウェスト* (6)                 | ロサンゼルス・レイカーズ           | ハル・グリア* (5)                    | フィラデルフィア・76ers            |                                   |                                    |
| 1966–67  | オスカー・ロバートソン* (7)             | シンシナティ・ロイヤルズ           | サム・ジョーンズ* (3)                | ボストン・セルティックス           |                                   |                                    |
| 1967–68  | エルジン・ベイラー* (9)                 | ロサンゼルス・レイカーズ           | ウィリス・リード* (2)                | ニューヨーク・ニックス             |                                   |                                    |
| 1967–68  | ジェリー・ルーカス* (5)                 | シンシナティ・ロイヤルズ           | ジョン・ハブリチェック* (3)          | ボストン・セルティックス           |                                   |                                    |
| 1967–68  | ウィルト・チェンバレン* (9)             | フィラデルフィア・76ers            | ビル・ラッセル* (11)                 | ボストン・セルティックス           |                                   |                                    |
| 1967–68  | デイブ・ビン*                           | デトロイト・ピストンズ             | ハル・グリア* (6)                    | フィラデルフィア・76ers            |                                   |                                    |
| 1967–68  | オスカー・ロバートソン* (8)             | シンシナティ・ロイヤルズ           | ジェリー・ウェスト* (7)              | ロサンゼルス・レイカーズ           |                                   |                                    |
| 1968–69  | ビリー・カニンガム*                     | フィラデルフィア・76ers            | ジョン・ハブリチェック* (4)          | ボストン・セルティックス           |                                   |                                    |
| 1968–69  | エルジン・ベイラー* (10)                | ロサンゼルス・レイカーズ           | デイブ・ディバッシャー*              | ニューヨーク・ニックス             |                                   |                                    |
| 1968–69  | ウェス・アンセルド*                     | ボルティモア・ブレッツ             | ウィリス・リード* (3)                | ニューヨーク・ニックス             |                                   |                                    |
| 1968–69  | アール・モンロー*                       | ボルティモア・ブレッツ             | ハル・グリア* (7)                    | フィラデルフィア・76ers            |                                   |                                    |
| 1968–69  | オスカー・ロバートソン* (9)             | シンシナティ・ロイヤルズ           | ジェリー・ウェスト* (8)              | ロサンゼルス・レイカーズ           |                                   |                                    |
| 1969–70  | ビリー・カニンガム* (2)                 | フィラデルフィア・76ers            | ジョン・ハブリチェック* (5)          | ボストン・セルティックス           |                                   |                                    |
| 1969–70  | コニー・ホーキンズ*                     | フェニックス・サンズ               | ガス・ジョンソン* (3)                | ボルティモア・ブレッツ             |                                   |                                    |
| 1969–70  | ウィリス・リード* (4)                   | ニューヨーク・ニックス             | ルー・アルシンダー*                  | ミルウォーキー・バックス           |                                   |                                    |
| 1969–70  | ジェリー・ウェスト* (9)                 | ロサンゼルス・レイカーズ           | ルー・ハドソン*                      | アトランタ・ホークス               |                                   |                                    |
| 1969–70  | ウォルト・フレイジャー*                 | ニューヨーク・ニックス             | オスカー・ロバートソン* (10)         | シンシナティ・ロイヤルズ           |                                   |                                    |
| 1970–71  | ジョン・ハブリチェック* (6)             | ボストン・セルティックス           | ガス・ジョンソン* (4)                | ボルティモア・ブレッツ             |                                   |                                    |
| 1970–71  | ビリー・カニンガム* (3)                 | フィラデルフィア・76ers            | ボブ・ラブ                           | シカゴ・ブルズ                     |                                   |                                    |
| 1970–71  | ルー・アルシンダー* (2)                 | ミルウォーキー・バックス           | ウィリス・リード* (5)                | ニューヨーク・ニックス             |                                   |                                    |
| 1970–71  | ジェリー・ウェスト* (10)                | ロサンゼルス・レイカーズ           | ウォルト・フレイジャー* (2)          | ニューヨーク・ニックス             |                                   |                                    |
| 1970–71  | デイブ・ビン* (2)                       | デトロイト・ピストンズ             | オスカー・ロバートソン* (11)         | ミルウォーキー・バックス           |                                   |                                    |
| 1971–72  | ジョン・ハブリチェック* (7)             | ボストン・セルティックス           | ボブ・ラブ (2)                       | シカゴ・ブルズ                     |                                   |                                    |
| 1971–72  | スペンサー・ヘイウッド*                 | シアトル・スーパーソニックス       | ビリー・カニンガム* (4)              | フィラデルフィア・76ers            |                                   |                                    |
| 1971–72  | カリーム・アブドゥル＝ジャバー* (3)     | ミルウォーキー・バックス           | ウィルト・チェンバレン* (10)         | ロサンゼルス・レイカーズ           |                                   |                                    |
| 1971–72  | ジェリー・ウェスト* (11)                | ロサンゼルス・レイカーズ           | ネイト・アーチボルド*                | シンシナティ・ロイヤルズ           |                                   |                                    |
| 1971–72  | ウォルト・フレイジャー* (3)             | ニューヨーク・ニックス             | アーチー・クラーク                   | ボルティモア・ブレッツ             |                                   |                                    |
| 1972–73  | ジョン・ハブリチェック* (8)             | ボストン・セルティックス           | エルヴィン・ヘイズ*                  | ボルティモア・ブレッツ             |                                   |                                    |
| 1972–73  | スペンサー・ヘイウッド* (2)             | シアトル・スーパーソニックス       | リック・バリー* (3)                  | ゴールデンステート・ウォリアーズ   |                                   |                                    |
| 1972–73  | カリーム・アブドゥル＝ジャバー* (4)     | ミルウォーキー・バックス           | デイブ・コーウェンス*                | ボストン・セルティックス           |                                   |                                    |
| 1972–73  | ネイト・アーチボルド* (2)               | カンザスシティ=オマハ・キングス    | ウォルト・フレイジャー* (4)          | ニューヨーク・ニックス             |                                   |                                    |
| 1972–73  | ジェリー・ウェスト* (12)                | ロサンゼルス・レイカーズ           | ピート・マラビッチ*                  | アトランタ・ホークス               |                                   |                                    |
| 1973–74  | ジョン・ハブリチェック* (9)             | ボストン・セルティックス           | エルヴィン・ヘイズ* (2)              | キャピタル・ブレッツ               |                                   |                                    |
| 1973–74  | リック・バリー* (4)                     | ゴールデンステート・ウォリアーズ   | スペンサー・ヘイウッド* (3)          | シアトル・スーパーソニックス       |                                   |                                    |
| 1973–74  | カリーム・アブドゥル＝ジャバー* (5)     | ミルウォーキー・バックス           | ボブ・マカドゥー*                    | バッファロー・ブレーブス           |                                   |                                    |
| 1973–74  | ウォルト・フレイジャー* (5)             | ニューヨーク・ニックス             | デイブ・ビン* (3)                    | デトロイト・ピストンズ             |                                   |                                    |
| 1973–74  | ゲイル・グッドリッチ*                   | ロサンゼルス・レイカーズ           | ノーム・ヴァン・ライアー             | シカゴ・ブルズ                     |                                   |                                    |
| 1974–75  | リック・バリー* (5)                     | ゴールデンステート・ウォリアーズ   | ジョン・ハブリチェック* (10)         | ボストン・セルティックス           |                                   |                                    |
| 1974–75  | エルヴィン・ヘイズ* (3)                 | ワシントン・ブレッツ               | スペンサー・ヘイウッド* (4)          | シアトル・スーパーソニックス       |                                   |                                    |
| 1974–75  | ボブ・マカドゥー* (2)                   | バッファロー・ブレーブス           | デイブ・コーウェンス* (2)            | ボストン・セルティックス           |                                   |                                    |
| 1974–75  | ネイト・アーチボルド* (3)               | カンザスシティ=オマハ・キングス    | フィル・シェニエ                     | ワシントン・ブレッツ               |                                   |                                    |
| 1974–75  | ウォルト・フレイジャー* (6)             | ニューヨーク・ニックス             | ジョ・ジョ・ホワイト*                | ボストン・セルティックス           |                                   |                                    |
| 1975–76  | リック・バリー* (6)                     | ゴールデンステート・ウォリアーズ   | エルヴィン・ヘイズ* (4)              | ワシントン・ブレッツ               |                                   |                                    |
| 1975–76  | ジョージ・マクギニス*                   | フィラデルフィア・76ers            | ジョン・ハブリチェック* (11)         | ボストン・セルティックス           |                                   |                                    |
| 1975–76  | カリーム・アブドゥル＝ジャバー* (6)     | ロサンゼルス・レイカーズ           | デイブ・コーウェンス* (3)            | ボストン・セルティックス           |                                   |                                    |
| 1975–76  | ネイト・アーチボルド* (4)               | カンザスシティ・キングス           | ランディ・スミス                     | バッファロー・ブレーブス           |                                   |                                    |
| 1975–76  | ピート・マラビッチ* (2)                 | ニューオーリンズ・ジャズ           | フィル・スミス                       | ゴールデンステート・ウォリアーズ   |                                   |                                    |
| 1976–77  | エルヴィン・ヘイズ* (5)                 | ワシントン・ブレッツ               | ジュリアス・アービング*              | フィラデルフィア・76ers            |                                   |                                    |
| 1976–77  | デイヴィッド・トンプソン*               | デンバー・ナゲッツ                 | ジョージ・マクギニス* (2)            | フィラデルフィア・76ers            |                                   |                                    |
| 1976–77  | カリーム・アブドゥル＝ジャバー* (7)     | ロサンゼルス・レイカーズ           | ビル・ウォルトン*                    | ポートランド・トレイルブレイザーズ |                                   |                                    |
| 1976–77  | ピート・マラビッチ* (3)                 | ニューオーリンズ・ジャズ           | ジョージ・ガービン*                  | サンアントニオ・スパーズ           |                                   |                                    |
| 1976–77  | ポール・ウェストファル*                 | フェニックス・サンズ               | ジョ・ジョ・ホワイト* (2)            | ボストン・セルティックス           |                                   |                                    |
| 1977–78  | トラック・ロビンソン                    | ニューオーリンズ・ジャズ           | ウォルター・デイヴィス               | フェニックス・サンズ               |                                   |                                    |
| 1977–78  | ジュリアス・アービング* (2)             | フィラデルフィア・76ers            | モーリス・ルーカス                   | ポートランド・トレイルブレイザーズ |                                   |                                    |
| 1977–78  | ビル・ウォルトン* (2)                   | ポートランド・トレイルブレイザーズ | カリーム・アブドゥル＝ジャバー* (8)  | ロサンゼルス・レイカーズ           |                                   |                                    |
| 1977–78  | ジョージ・ガービン* (2)                 | サンアントニオ・スパーズ           | ポール・ウェストファル* (2)          | フェニックス・サンズ               |                                   |                                    |
| 1977–78  | デイヴィッド・トンプソン* (2)           | デンバー・ナゲッツ                 | ピート・マラビッチ* (4)              | ニューオーリンズ・ジャズ           |                                   |                                    |
| 1978–79  | マーカス・ジョンソン                    | ミルウォーキー・バックス           | ウォルター・デイヴィス (2)           | フェニックス・サンズ               |                                   |                                    |
| 1978–79  | エルヴィン・ヘイズ* (6)                 | ワシントン・ブレッツ               | ボブ・ダンドリッジ*                  | ワシントン・ブレッツ               |                                   |                                    |
| 1978–79  | モーゼス・マローン*                     | ヒューストン・ロケッツ             | カリーム・アブドゥル＝ジャバー* (9)  | ロサンゼルス・レイカーズ           |                                   |                                    |
| 1978–79  | ジョージ・ガービン* (3)                 | サンアントニオ・スパーズ           | ロイド・フリー                       | サンディエゴ・クリッパーズ         |                                   |                                    |
| 1978–79  | ポール・ウェストファル* (3)             | フェニックス・サンズ               | フィル・フォード                     | カンザスシティ・キングス           |                                   |                                    |
| 1979–80  | ジュリアス・アービング* (3)             | フィラデルフィア・76ers            | ダン・ラウンドフィールド             | アトランタ・ホークス               |                                   |                                    |
| 1979–80  | ラリー・バード*                         | ボストン・セルティックス           | マーカス・ジョンソン (2)             | ミルウォーキー・バックス           |                                   |                                    |
| 1979–80  | カリーム・アブドゥル＝ジャバー* (10)    | ロサンゼルス・レイカーズ           | モーゼス・マローン* (2)              | ヒューストン・ロケッツ             |                                   |                                    |
| 1979–80  | ジョージ・ガービン* (4)                 | サンアントニオ・スパーズ           | デニス・ジョンソン*                  | シアトル・スーパーソニックス       |                                   |                                    |
| 1979–80  | ポール・ウェストファル* (4)             | フェニックス・サンズ               | ガス・ウィリアムズ                   | シアトル・スーパーソニックス       |                                   |                                    |
| 1980–81  | ジュリアス・アービング* (4)             | フィラデルフィア・76ers            | マーカス・ジョンソン (3)             | ミルウォーキー・バックス           |                                   |                                    |
| 1980–81  | ラリー・バード* (2)                     | ボストン・セルティックス           | エイドリアン・ダントリー*            | ユタ・ジャズ                       |                                   |                                    |
| 1980–81  | カリーム・アブドゥル＝ジャバー* (11)    | ロサンゼルス・レイカーズ           | モーゼス・マローン* (3)              | ヒューストン・ロケッツ             |                                   |                                    |
| 1980–81  | ジョージ・ガービン* (5)                 | サンアントニオ・スパーズ           | オーティス・バードソング             | カンザスシティ・キングス           |                                   |                                    |
| 1980–81  | デニス・ジョンソン* (2)                 | フェニックス・サンズ               | ネイト・アーチボルド* (5)            | ボストン・セルティックス           |                                   |                                    |
| 1981–82  | ラリー・バード* (3)                     | ボストン・セルティックス           | アレックス・イングリッシュ*          | デンバー・ナゲッツ                 |                                   |                                    |
| 1981–82  | ジュリアス・アービング* (5)             | フィラデルフィア・76ers            | バーナード・キング*                  | ゴールデンステート・ウォリアーズ   |                                   |                                    |
| 1981–82  | モーゼス・マローン* (4)                 | ヒューストン・ロケッツ             | ロバート・パリッシュ*                | ボストン・セルティックス           |                                   |                                    |
| 1981–82  | ジョージ・ガービン* (6)                 | サンアントニオ・スパーズ           | マジック・ジョンソン*                | ロサンゼルス・レイカーズ           |                                   |                                    |
| 1981–82  | ガス・ウィリアムズ (2)                  | シアトル・スーパーソニックス       | シドニー・モンクリーフ*              | ミルウォーキー・バックス           |                                   |                                    |
| 1982–83  | ラリー・バード* (4)                     | ボストン・セルティックス           | アレックス・イングリッシュ* (2)      | デンバー・ナゲッツ                 |                                   |                                    |
| 1982–83  | ジュリアス・アービング* (6)             | フィラデルフィア・76ers            | バック・ウィリアムズ                 | ニュージャージー・ネッツ           |                                   |                                    |
| 1982–83  | モーゼス・マローン* (5)                 | フィラデルフィア・76ers            | カリーム・アブドゥル＝ジャバー* (12) | ロサンゼルス・レイカーズ           |                                   |                                    |
| 1982–83  | マジック・ジョンソン* (2)               | ロサンゼルス・レイカーズ           | ジョージ・ガービン* (7)              | サンアントニオ・スパーズ           |                                   |                                    |
| 1982–83  | シドニー・モンクリーフ* (2)             | ミルウォーキー・バックス           | アイザイア・トーマス*                | デトロイト・ピストンズ             |                                   |                                    |
| 1983–84  | ラリー・バード* (5)                     | ボストン・セルティックス           | エイドリアン・ダントリー* (2)        | ユタ・ジャズ                       |                                   |                                    |
| 1983–84  | バーナード・キング* (2)                 | ニューヨーク・ニックス             | ジュリアス・アービング* (7)          | フィラデルフィア・76ers            |                                   |                                    |
| 1983–84  | カリーム・アブドゥル＝ジャバー* (13)    | ロサンゼルス・レイカーズ           | モーゼス・マローン* (6)              | フィラデルフィア・76ers            |                                   |                                    |
| 1983–84  | マジック・ジョンソン* (3)               | ロサンゼルス・レイカーズ           | シドニー・モンクリーフ* (3)          | ミルウォーキー・バックス           |                                   |                                    |
| 1983–84  | アイザイア・トーマス* (2)               | デトロイト・ピストンズ             | ジム・パクソン                       | ポートランド・トレイルブレイザーズ |                                   |                                    |
| 1984–85  | ラリー・バード* (6)                     | ボストン・セルティックス           | テリー・カミングス                   | ミルウォーキー・バックス           |                                   |                                    |
| 1984–85  | バーナード・キング* (3)                 | ニューヨーク・ニックス             | ラルフ・サンプソン*                  | ヒューストン・ロケッツ             |                                   |                                    |
| 1984–85  | モーゼス・マローン* (7)                 | フィラデルフィア・76ers            | カリーム・アブドゥル＝ジャバー* (14) | ロサンゼルス・レイカーズ           |                                   |                                    |
| 1984–85  | マジック・ジョンソン* (4)               | ロサンゼルス・レイカーズ           | マイケル・ジョーダン*                | シカゴ・ブルズ                     |                                   |                                    |
| 1984–85  | アイザイア・トーマス* (3)               | デトロイト・ピストンズ             | シドニー・モンクリーフ* (4)          | ミルウォーキー・バックス           |                                   |                                    |
| 1985–86  | ラリー・バード* (7)                     | ボストン・セルティックス           | チャールズ・バークレー*              | フィラデルフィア・76ers            |                                   |                                    |
| 1985–86  | ドミニク・ウィルキンス*                 | アトランタ・ホークス               | アレックス・イングリッシュ* (3)      | デンバー・ナゲッツ                 |                                   |                                    |
| 1985–86  | カリーム・アブドゥル＝ジャバー* (15)    | ロサンゼルス・レイカーズ           | アキーム・オラジュワン*              | ヒューストン・ロケッツ             |                                   |                                    |
| 1985–86  | マジック・ジョンソン* (5)               | ロサンゼルス・レイカーズ           | シドニー・モンクリーフ* (5)          | ミルウォーキー・バックス           |                                   |                                    |
| 1985–86  | アイザイア・トーマス* (4)               | デトロイト・ピストンズ             | アルヴィン・ロバートソン             | サンアントニオ・スパーズ           |                                   |                                    |
| 1986–87  | ラリー・バード* (8)                     | ボストン・セルティックス           | ドミニク・ウィルキンス* (2)          | アトランタ・ホークス               |                                   |                                    |
| 1986–87  | ケビン・マクヘイル*                     | ボストン・セルティックス           | チャールズ・バークレー* (2)          | フィラデルフィア・76ers            |                                   |                                    |
| 1986–87  | アキーム・オラジュワン* (2)             | ヒューストン・ロケッツ             | モーゼス・マローン* (8)              | ワシントン・ブレッツ               |                                   |                                    |
| 1986–87  | マジック・ジョンソン* (6)               | ロサンゼルス・レイカーズ           | アイザイア・トーマス* (5)            | デトロイト・ピストンズ             |                                   |                                    |
| 1986–87  | マイケル・ジョーダン* (2)               | シカゴ・ブルズ                     | ラファイエット・リーバー             | デンバー・ナゲッツ                 |                                   |                                    |
| 1987–88  | ラリー・バード* (9)                     | ボストン・セルティックス           | カール・マローン*                    | ユタ・ジャズ                       |                                   |                                    |
| 1987–88  | チャールズ・バークレー* (3)             | フィラデルフィア・76ers            | ドミニク・ウィルキンス* (3)          | アトランタ・ホークス               |                                   |                                    |
| 1987–88  | アキーム・オラジュワン* (3)             | ヒューストン・ロケッツ             | パトリック・ユーイング*              | ニューヨーク・ニックス             |                                   |                                    |
| 1987–88  | マイケル・ジョーダン* (3)               | シカゴ・ブルズ                     | クライド・ドレクスラー*              | ポートランド・トレイルブレイザーズ |                                   |                                    |
| 1987–88  | マジック・ジョンソン* (7)               | ロサンゼルス・レイカーズ           | ジョン・ストックトン*                | ユタ・ジャズ                       |                                   |                                    |
| シーズン | 1stチーム                               | 1stチーム                          | 2ndチーム                            | 2ndチーム                          | 3rdチーム                         | 3rdチーム                          |
| シーズン | 選手                                    | 所属チーム                         | 選手                                 | 所属チーム                         | 選手                              | 所属チーム                         |
| 1988–89  | カール・マローン* (2)                   | ユタ・ジャズ                       | トム・チェンバース                   | フェニックス・サンズ               | ドミニク・ウィルキンス* (4)       | アトランタ・ホークス               |
| 1988–89  | チャールズ・バークレー* (4)             | フィラデルフィア・76ers            | クリス・マリン*                      | ゴールデンステート・ウォリアーズ   | テリー・カミングス (2)            | ミルウォーキー・バックス           |
| 1988–89  | アキーム・オラジュワン* (4)             | ヒューストン・ロケッツ             | パトリック・ユーイング* (2)          | ニューヨーク・ニックス             | ロバート・パリッシュ* (2)         | ボストン・セルティックス           |
| 1988–89  | マイケル・ジョーダン* (4)               | シカゴ・ブルズ                     | ジョン・ストックトン* (2)            | ユタ・ジャズ                       | デール・エリス                    | シアトル・スーパーソニックス       |
| 1988–89  | マジック・ジョンソン* (8)               | ロサンゼルス・レイカーズ           | ケビン・ジョンソン                   | フェニックス・サンズ               | マーク・プライス                  | クリーブランド・キャバリアーズ     |
| 1989–90  | カール・マローン* (3)                   | ユタ・ジャズ                       | ラリー・バード* (10)                 | ボストン・セルティックス           | ジェームズ・ウォージー*           | ロサンゼルス・レイカーズ           |
| 1989–90  | チャールズ・バークレー* (5)             | フィラデルフィア・76ers            | トム・チェンバース (2)               | フェニックス・サンズ               | クリス・マリン* (2)               | ゴールデンステート・ウォリアーズ   |
| 1989–90  | パトリック・ユーイング* (3)             | ニューヨーク・ニックス             | アキーム・オラジュワン* (5)          | ヒューストン・ロケッツ             | デビッド・ロビンソン*             | サンアントニオ・スパーズ           |
| 1989–90  | マジック・ジョンソン* (9)               | ロサンゼルス・レイカーズ           | ジョン・ストックトン* (3)            | ユタ・ジャズ                       | クライド・ドレクスラー* (2)       | ポートランド・トレイルブレイザーズ |
| 1989–90  | マイケル・ジョーダン* (5)               | シカゴ・ブルズ                     | ケビン・ジョンソン (2)               | フェニックス・サンズ               | ジョー・デュマース*               | デトロイト・ピストンズ             |
| 1990–91  | カール・マローン* (4)                   | ユタ・ジャズ                       | ドミニク・ウィルキンス* (5)          | アトランタ・ホークス               | ジェームズ・ウォージー* (2)       | ロサンゼルス・レイカーズ           |
| 1990–91  | チャールズ・バークレー* (6)             | フィラデルフィア・76ers            | クリス・マリン* (3)                  | ゴールデンステート・ウォリアーズ   | バーナード・キング* (4)           | ワシントン・ブレッツ               |
| 1990–91  | デビッド・ロビンソン* (2)               | サンアントニオ・スパーズ           | パトリック・ユーイング* (4)          | ニューヨーク・ニックス             | アキーム・オラジュワン* (6)       | ヒューストン・ロケッツ             |
| 1990–91  | マイケル・ジョーダン* (6)               | シカゴ・ブルズ                     | ケビン・ジョンソン (3)               | フェニックス・サンズ               | ジョン・ストックトン* (4)         | ユタ・ジャズ                       |
| 1990–91  | マジック・ジョンソン* (10)              | ロサンゼルス・レイカーズ           | クライド・ドレクスラー* (3)          | ポートランド・トレイルブレイザーズ | ジョー・デュマース* (2)           | デトロイト・ピストンズ             |
| 1991–92  | カール・マローン* (5)                   | ユタ・ジャズ                       | スコッティ・ピッペン*                | シカゴ・ブルズ                     | デニス・ロッドマン*               | デトロイト・ピストンズ             |
| 1991–92  | クリス・マリン* (4)                     | ゴールデンステート・ウォリアーズ   | チャールズ・バークレー* (7)          | フィラデルフィア・76ers            | ケビン・ウィリス                  | アトランタ・ホークス               |
| 1991–92  | デビッド・ロビンソン* (3)               | サンアントニオ・スパーズ           | パトリック・ユーイング* (5)          | ニューヨーク・ニックス             | ブラッド・ドアティ                | クリーブランド・キャバリアーズ     |
| 1991–92  | マイケル・ジョーダン* (7)               | シカゴ・ブルズ                     | ティム・ハーダウェイ*                | ゴールデンステート・ウォリアーズ   | マーク・プライス (2)              | クリーブランド・キャバリアーズ     |
| 1991–92  | クライド・ドレクスラー* (4)             | ポートランド・トレイルブレイザーズ | ジョン・ストックトン* (5)            | ユタ・ジャズ                       | ケビン・ジョンソン (4)            | フェニックス・サンズ               |
| 1992–93  | チャールズ・バークレー* (8)             | フェニックス・サンズ               | ドミニク・ウィルキンス* (6)          | アトランタ・ホークス               | スコッティ・ピッペン* (2)         | シカゴ・ブルズ                     |
| 1992–93  | カール・マローン* (6)                   | ユタ・ジャズ                       | ラリー・ジョンソン                   | シャーロット・ホーネッツ           | デリック・コールマン              | ニュージャージー・ネッツ           |
| 1992–93  | アキーム・オラジュワン* (7)             | ヒューストン・ロケッツ             | パトリック・ユーイング* (6)          | ニューヨーク・ニックス             | デビッド・ロビンソン* (4)         | サンアントニオ・スパーズ           |
| 1992–93  | マイケル・ジョーダン* (8)               | シカゴ・ブルズ                     | ジョン・ストックトン* (6)            | ユタ・ジャズ                       | ティム・ハーダウェイ* (2)         | ゴールデンステート・ウォリアーズ   |
| 1992–93  | マーク・プライス (3)                    | クリーブランド・キャバリアーズ     | ジョー・デュマース* (3)              | デトロイト・ピストンズ             | ドラゼン・ペトロヴィッチ*         | ニュージャージー・ネッツ           |
| 1993–94  | スコッティ・ピッペン* (3)               | シカゴ・ブルズ                     | ショーン・ケンプ                     | シアトル・スーパーソニックス       | デリック・コールマン (2)          | ニュージャージー・ネッツ           |
| 1993–94  | カール・マローン* (7)                   | ユタ・ジャズ                       | チャールズ・バークレー* (9)          | フェニックス・サンズ               | ドミニク・ウィルキンス* (7)       | ロサンゼルス・クリッパーズ         |
| 1993–94  | アキーム・オラジュワン* (8)             | ヒューストン・ロケッツ             | デビッド・ロビンソン* (5)            | サンアントニオ・スパーズ           | シャキール・オニール*             | オーランド・マジック               |
| 1993–94  | ジョン・ストックトン* (7)               | ユタ・ジャズ                       | ミッチ・リッチモンド*                | サクラメント・キングス             | マーク・プライス (4)              | クリーブランド・キャバリアーズ     |
| 1993–94  | ラトレル・スプリーウェル                | ゴールデンステート・ウォリアーズ   | ケビン・ジョンソン (5)               | フェニックス・サンズ               | ゲイリー・ペイトン*               | シアトル・スーパーソニックス       |
| 1994–95  | カール・マローン* (8)                   | ユタ・ジャズ                       | チャールズ・バークレー* (10)         | フェニックス・サンズ               | デトレフ・シュレンプ              | シアトル・スーパーソニックス       |
| 1994–95  | スコッティ・ピッペン* (4)               | シカゴ・ブルズ                     | ショーン・ケンプ (2)                 | シアトル・スーパーソニックス       | デニス・ロッドマン* (2)           | サンアントニオ・スパーズ           |
| 1994–95  | デビッド・ロビンソン* (6)               | サンアントニオ・スパーズ           | シャキール・オニール* (2)            | オーランド・マジック               | アキーム・オラジュワン* (9)       | ヒューストン・ロケッツ             |
| 1994–95  | ジョン・ストックトン* (8)               | ユタ・ジャズ                       | ゲイリー・ペイトン* (2)              | シアトル・スーパーソニックス       | レジー・ミラー*                   | インディアナ・ペイサーズ           |
| 1994–95  | アンファニー・ハーダウェイ              | オーランド・マジック               | ミッチ・リッチモンド* (2)            | サクラメント・キングス             | クライド・ドレクスラー* (5)       | ヒューストン・ロケッツ             |
| 1995–96  | スコッティ・ピッペン* (5)               | シカゴ・ブルズ                     | ショーン・ケンプ (3)                 | シアトル・スーパーソニックス       | チャールズ・バークレー* (11)      | フェニックス・サンズ               |
| 1995–96  | カール・マローン* (9)                   | ユタ・ジャズ                       | グラント・ヒル*                      | デトロイト・ピストンズ             | ジュワン・ハワード                | ワシントン・ブレッツ               |
| 1995–96  | デビッド・ロビンソン* (7)               | サンアントニオ・スパーズ           | アキーム・オラジュワン* (10)         | ヒューストン・ロケッツ             | シャキール・オニール* (3)         | オーランド・マジック               |
| 1995–96  | マイケル・ジョーダン* (9)               | シカゴ・ブルズ                     | ゲイリー・ペイトン* (3)              | シアトル・スーパーソニックス       | ミッチ・リッチモンド* (3)         | サクラメント・キングス             |
| 1995–96  | アンファニー・ハーダウェイ (2)          | オーランド・マジック               | ジョン・ストックトン* (9)            | ユタ・ジャズ                       | レジー・ミラー* (2)               | インディアナ・ペイサーズ           |
| 1996–97  | カール・マローン* (10)                  | ユタ・ジャズ                       | スコッティ・ピッペン* (6)            | シカゴ・ブルズ                     | アンソニー・メイソン              | シャーロット・ホーネッツ           |
| 1996–97  | グラント・ヒル* (2)                     | デトロイト・ピストンズ             | グレン・ライス                       | シャーロット・ホーネッツ           | ヴィン・ベイカー                  | ミルウォーキー・バックス           |
| 1996–97  | アキーム・オラジュワン* (11)            | ヒューストン・ロケッツ             | パトリック・ユーイング* (7)          | ニューヨーク・ニックス             | シャキール・オニール* (4)         | ロサンゼルス・レイカーズ           |
| 1996–97  | マイケル・ジョーダン* (10)              | シカゴ・ブルズ                     | ゲイリー・ペイトン* (4)              | シアトル・スーパーソニックス       | ジョン・ストックトン* (10)        | ユタ・ジャズ                       |
| 1996–97  | ティム・ハーダウェイ* (3)               | マイアミ・ヒート                   | ミッチ・リッチモンド* (4)            | サクラメント・キングス             | アンファニー・ハーダウェイ (3)    | オーランド・マジック               |
| 1997–98  | カール・マローン* (11)                  | ユタ・ジャズ                       | グラント・ヒル* (3)                  | デトロイト・ピストンズ             | スコッティ・ピッペン* (7)         | シカゴ・ブルズ                     |
| 1997–98  | ティム・ダンカン*                       | サンアントニオ・スパーズ           | ヴィン・ベイカー (2)                 | シアトル・スーパーソニックス       | グレン・ライス (2)                | シャーロット・ホーネッツ           |
| 1997–98  | シャキール・オニール* (5)               | ロサンゼルス・レイカーズ           | デビッド・ロビンソン* (8)            | サンアントニオ・スパーズ           | ディケンベ・ムトンボ*             | アトランタ・ホークス               |
| 1997–98  | マイケル・ジョーダン* (11)              | シカゴ・ブルズ                     | ティム・ハーダウェイ* (4)            | マイアミ・ヒート                   | ミッチ・リッチモンド* (5)         | サクラメント・キングス             |
| 1997–98  | ゲイリー・ペイトン* (5)                 | シアトル・スーパーソニックス       | ロッド・ストリックランド             | ワシントン・ウィザーズ             | レジー・ミラー* (3)               | インディアナ・ペイサーズ           |
| 1998–99  | カール・マローン* (12)                  | ユタ・ジャズ                       | クリス・ウェバー*                    | サクラメント・キングス             | ケビン・ガーネット*               | ミネソタ・ティンバーウルブズ       |
| 1998–99  | ティム・ダンカン* (2)                   | サンアントニオ・スパーズ           | グラント・ヒル* (4)                  | デトロイト・ピストンズ             | アントニオ・マクダイス            | デンバー・ナゲッツ                 |
| 1998–99  | アロンゾ・モーニング*                   | マイアミ・ヒート                   | シャキール・オニール* (6)            | ロサンゼルス・レイカーズ           | アキーム・オラジュワン* (12)      | ヒューストン・ロケッツ             |
| 1998–99  | アレン・アイバーソン*                   | フィラデルフィア・76ers            | ゲイリー・ペイトン* (6)              | シアトル・スーパーソニックス       | コービー・ブライアント*           | ロサンゼルス・レイカーズ           |
| 1998–99  | ジェイソン・キッド*                     | フェニックス・サンズ               | ティム・ハーダウェイ* (5)            | マイアミ・ヒート                   | ジョン・ストックトン* (11)        | ユタ・ジャズ                       |
| 1999–00  | ティム・ダンカン* (3)                   | サンアントニオ・スパーズ           | カール・マローン* (13)               | ユタ・ジャズ                       | クリス・ウェバー* (2)             | サクラメント・キングス             |
| 1999–00  | ケビン・ガーネット* (2)                 | ミネソタ・ティンバーウルブズ       | グラント・ヒル* (5)                  | デトロイト・ピストンズ             | ヴィンス・カーター                | トロント・ラプターズ               |
| 1999–00  | シャキール・オニール* (7)               | ロサンゼルス・レイカーズ           | アロンゾ・モーニング* (2)            | マイアミ・ヒート                   | デビッド・ロビンソン* (9)         | サンアントニオ・スパーズ           |
| 1999–00  | ジェイソン・キッド* (2)                 | フェニックス・サンズ               | アレン・アイバーソン* (2)            | フィラデルフィア・76ers            | エディー・ジョーンズ              | シャーロット・ホーネッツ           |
| 1999–00  | ゲイリー・ペイトン* (7)                 | シアトル・スーパーソニックス       | コービー・ブライアント* (2)          | ロサンゼルス・レイカーズ           | ステフォン・マーブリー            | ニュージャージー・ネッツ           |
| 2000–01  | ティム・ダンカン* (4)                   | サンアントニオ・スパーズ           | ケビン・ガーネット* (3)              | ミネソタ・ティンバーウルブズ       | カール・マローン* (14)            | ユタ・ジャズ                       |
| 2000–01  | クリス・ウェバー* (3)                   | サクラメント・キングス             | ヴィンス・カーター (2)               | トロント・ラプターズ               | ダーク・ノヴィツキー              | ダラス・マーベリックス             |
| 2000–01  | シャキール・オニール* (8)               | ロサンゼルス・レイカーズ           | ディケンベ・ムトンボ* (2)            | フィラデルフィア・76ers            | デビッド・ロビンソン* (10)        | サンアントニオ・スパーズ           |
| 2000–01  | アレン・アイバーソン* (3)               | フィラデルフィア・76ers            | コービー・ブライアント* (3)          | ロサンゼルス・レイカーズ           | ゲイリー・ペイトン* (8)           | シアトル・スーパーソニックス       |
| 2000–01  | ジェイソン・キッド* (3)                 | フェニックス・サンズ               | トレイシー・マグレディ*              | オーランド・マジック               | レイ・アレン*                     | ミルウォーキー・バックス           |
| 2001–02  | ティム・ダンカン* (5)                   | サンアントニオ・スパーズ           | ケビン・ガーネット* (4)              | ミネソタ・ティンバーウルブズ       | ベン・ウォーレス*                 | デトロイト・ピストンズ             |
| 2001–02  | トレイシー・マグレディ* (2)             | オーランド・マジック               | クリス・ウェバー* (4)                | サクラメント・キングス             | ジャーメイン・オニール            | インディアナ・ペイサーズ           |
| 2001–02  | シャキール・オニール* (9)               | ロサンゼルス・レイカーズ           | ダーク・ノヴィツキー (2)             | ダラス・マーベリックス             | ディケンベ・ムトンボ* (3)         | フィラデルフィア・76ers            |
| 2001–02  | ジェイソン・キッド* (4)                 | ニュージャージー・ネッツ           | ゲイリー・ペイトン* (9)              | シアトル・スーパーソニックス       | ポール・ピアース*                 | ボストン・セルティックス           |
| 2001–02  | コービー・ブライアント* (4)             | ロサンゼルス・レイカーズ           | アレン・アイバーソン* (4)            | フィラデルフィア・76ers            | スティーブ・ナッシュ*             | ダラス・マーベリックス             |
| 2002–03  | ティム・ダンカン* (6)                   | サンアントニオ・スパーズ           | ダーク・ノヴィツキー (3)             | ダラス・マーベリックス             | ポール・ピアース* (2)             | ボストン・セルティックス           |
| 2002–03  | ケビン・ガーネット* (5)                 | ミネソタ・ティンバーウルブズ       | クリス・ウェバー* (5)                | サクラメント・キングス             | ジャマール・マッシュバーン        | ニューオーリンズ・ホーネッツ       |
| 2002–03  | シャキール・オニール* (10)              | ロサンゼルス・レイカーズ           | ベン・ウォーレス* (2)                | デトロイト・ピストンズ             | ジャーメイン・オニール (2)        | インディアナ・ペイサーズ           |
| 2002–03  | コービー・ブライアント* (5)             | ロサンゼルス・レイカーズ           | ジェイソン・キッド* (5)              | ニュージャージー・ネッツ           | ステフォン・マーブリー (2)        | フェニックス・サンズ               |
| 2002–03  | トレイシー・マグレディ* (3)             | オーランド・マジック               | アレン・アイバーソン* (5)            | フィラデルフィア・76ers            | スティーブ・ナッシュ* (2)         | ダラス・マーベリックス             |
| 2003–04  | ケビン・ガーネット* (6)                 | ミネソタ・ティンバーウルブズ       | ジャーメイン・オニール (3)           | インディアナ・ペイサーズ           | ダーク・ノヴィツキー (4)          | ダラス・マーベリックス             |
| 2003–04  | ティム・ダンカン* (7)                   | サンアントニオ・スパーズ           | ペジャ・ストヤコヴィッチ             | サクラメント・キングス             | ロン・アーテスト                  | インディアナ・ペイサーズ           |
| 2003–04  | シャキール・オニール* (11)              | ロサンゼルス・レイカーズ           | ベン・ウォーレス* (3)                | デトロイト・ピストンズ             | 姚明*                             | ヒューストン・ロケッツ             |
| 2003–04  | コービー・ブライアント* (6)             | ロサンゼルス・レイカーズ           | サム・キャセール                     | ミネソタ・ティンバーウルブズ       | マイケル・レッド                  | ミルウォーキー・バックス           |
| 2003–04  | ジェイソン・キッド* (6)                 | ニュージャージー・ネッツ           | トレイシー・マグレディ* (4)          | オーランド・マジック               | バロン・デイビス                  | ニューオーリンズ・ホーネッツ       |
| 2004–05  | ティム・ダンカン* (8)                   | サンアントニオ・スパーズ           | レブロン・ジェームズ^                | クリーブランド・キャバリアーズ     | トレイシー・マグレディ* (5)       | ヒューストン・ロケッツ             |
| 2004–05  | ダーク・ノヴィツキー (5)                | ダラス・マーベリックス             | ケビン・ガーネット* (7)              | ミネソタ・ティンバーウルブズ       | ショーン・マリオン                | フェニックス・サンズ               |
| 2004–05  | シャキール・オニール* (12)              | マイアミ・ヒート                   | アマレ・スタウダマイアー             | フェニックス・サンズ               | ベン・ウォーレス* (4)             | デトロイト・ピストンズ             |
| 2004–05  | アレン・アイバーソン* (6)               | フィラデルフィア・76ers            | ドウェイン・ウェイド                 | マイアミ・ヒート                   | コービー・ブライアント* (7)       | ロサンゼルス・レイカーズ           |
| 2004–05  | スティーブ・ナッシュ* (3)               | フェニックス・サンズ               | レイ・アレン* (2)                    | シアトル・スーパーソニックス       | ギルバート・アリーナス            | ワシントン・ウィザーズ             |
| 2005–06  | レブロン・ジェームズ^ (2)               | クリーブランド・キャバリアーズ     | エルトン・ブランド                   | ロサンゼルス・クリッパーズ         | ショーン・マリオン (2)            | フェニックス・サンズ               |
| 2005–06  | ダーク・ノヴィツキー (6)                | ダラス・マーベリックス             | ティム・ダンカン* (9)                | サンアントニオ・スパーズ           | カーメロ・アンソニー^             | デンバー・ナゲッツ                 |
| 2005–06  | シャキール・オニール* (13)              | マイアミ・ヒート                   | ベン・ウォーレス* (5)                | デトロイト・ピストンズ             | 姚明* (2)                         | ヒューストン・ロケッツ             |
| 2005–06  | コービー・ブライアント* (8)             | ロサンゼルス・レイカーズ           | チャンシー・ビラップス               | デトロイト・ピストンズ             | アレン・アイバーソン* (7)         | フィラデルフィア・76ers            |
| 2005–06  | スティーブ・ナッシュ* (4)               | フェニックス・サンズ               | ドウェイン・ウェイド (2)             | マイアミ・ヒート                   | ギルバート・アリーナス (2)        | ワシントン・ウィザーズ             |
| 2006–07  | ダーク・ノヴィツキー (7)                | ダラス・マーベリックス             | レブロン・ジェームズ^ (3)            | クリーブランド・キャバリアーズ     | ケビン・ガーネット* (8)           | ミネソタ・ティンバーウルブズ       |
| 2006–07  | ティム・ダンカン* (10)                  | サンアントニオ・スパーズ           | クリス・ボッシュ*                    | トロント・ラプターズ               | カーメロ・アンソニー^ (2)         | デンバー・ナゲッツ                 |
| 2006–07  | アマレ・スタウダマイアー (2)            | フェニックス・サンズ               | 姚明* (3)                            | ヒューストン・ロケッツ             | ドワイト・ハワード^               | オーランド・マジック               |
| 2006–07  | スティーブ・ナッシュ* (5)               | フェニックス・サンズ               | ギルバート・アリーナス (3)           | ワシントン・ウィザーズ             | ドウェイン・ウェイド (3)          | マイアミ・ヒート                   |
| 2006–07  | コービー・ブライアント* (9)             | ロサンゼルス・レイカーズ           | トレイシー・マグレディ* (6)          | ヒューストン・ロケッツ             | チャンシー・ビラップス (2)        | デンバー・ナゲッツ                 |
| 2007–08  | ケビン・ガーネット* (9)                 | ボストン・セルティックス           | ダーク・ノヴィツキー (8)             | ダラス・マーベリックス             | カルロス・ブーザー                | ユタ・ジャズ                       |
| 2007–08  | レブロン・ジェームズ^ (4)               | クリーブランド・キャバリアーズ     | ティム・ダンカン* (11)               | サンアントニオ・スパーズ           | ポール・ピアース* (3)             | ボストン・セルティックス           |
| 2007–08  | ドワイト・ハワード^ (2)                 | オーランド・マジック               | アマレ・スタウダマイアー (3)         | フェニックス・サンズ               | 姚明* (4)                         | ヒューストン・ロケッツ             |
| 2007–08  | コービー・ブライアント* (10)            | ロサンゼルス・レイカーズ           | スティーブ・ナッシュ* (6)            | フェニックス・サンズ               | トレイシー・マグレディ* (7)       | ヒューストン・ロケッツ             |
| 2007–08  | クリス・ポール^                         | ニューオーリンズ・ホーネッツ       | デロン・ウィリアムス^                | ユタ・ジャズ                       | マヌ・ジノビリ*                   | サンアントニオ・スパーズ           |
| 2008–09  | ダーク・ノヴィツキー (9)                | ダラス・マーベリックス             | ポール・ピアース* (4)                | ボストン・セルティックス           | パウ・ガソル                      | ロサンゼルス・レイカーズ           |
| 2008–09  | レブロン・ジェームズ^ (5)               | クリーブランド・キャバリアーズ     | ティム・ダンカン* (12)               | サンアントニオ・スパーズ           | カーメロ・アンソニー^ (3)         | デンバー・ナゲッツ                 |
| 2008–09  | ドワイト・ハワード^ (3)                 | オーランド・マジック               | 姚明* (5)                            | ヒューストン・ロケッツ             | シャキール・オニール* (14)        | フェニックス・サンズ               |
| 2008–09  | コービー・ブライアント* (11)            | ロサンゼルス・レイカーズ           | ブランドン・ロイ                     | ポートランド・トレイルブレイザーズ | チャンシー・ビラップス (3)        | デンバー・ナゲッツ                 |
| 2008–09  | ドウェイン・ウェイド (4)                | マイアミ・ヒート                   | クリス・ポール^ (2)                  | ニューオーリンズ・ホーネッツ       | トニー・パーカー                  | サンアントニオ・スパーズ           |
| 2009–10  | ケビン・デュラント^                     | オクラホマシティ・サンダー         | カーメロ・アンソニー^ (4)            | デンバー・ナゲッツ                 | パウ・ガソル (2)                  | ロサンゼルス・レイカーズ           |
| 2009–10  | レブロン・ジェームズ^ (6)               | クリーブランド・キャバリアーズ     | ダーク・ノヴィツキー (10)            | ダラス・マーベリックス             | ティム・ダンカン* (13)            | サンアントニオ・スパーズ           |
| 2009–10  | ドワイト・ハワード^ (4)                 | オーランド・マジック               | アマレ・スタウダマイアー (4)         | フェニックス・サンズ               | アンドリュー・ボーガット          | ミルウォーキー・バックス           |
| 2009–10  | コービー・ブライアント* (12)            | ロサンゼルス・レイカーズ           | デロン・ウィリアムス (2)             | ユタ・ジャズ                       | ジョー・ジョンソン                | アトランタ・ホークス               |
| 2009–10  | ドウェイン・ウェイド (5)                | マイアミ・ヒート                   | スティーブ・ナッシュ* (7)            | フェニックス・サンズ               | ブランドン・ロイ (2)              | ポートランド・トレイルブレイザーズ |
| 2010–11  | ケビン・デュラント^ (2)                 | オクラホマシティ・サンダー         | パウ・ガソル (3)                     | ロサンゼルス・レイカーズ           | ラマーカス・オルドリッジ          | ポートランド・トレイルブレイザーズ |
| 2010–11  | レブロン・ジェームズ^ (7)               | マイアミ・ヒート                   | ダーク・ノヴィツキー (11)            | ダラス・マーベリックス             | ザック・ランドルフ                | メンフィス・グリズリーズ           |
| 2010–11  | ドワイト・ハワード^ (5)                 | オーランド・マジック               | アマレ・スタウダマイアー (5)         | ニューヨーク・ニックス             | アル・ホーフォード^               | アトランタ・ホークス               |
| 2010–11  | コービー・ブライアント* (13)            | ロサンゼルス・レイカーズ           | ドウェイン・ウェイド (6)             | マイアミ・ヒート                   | マヌ・ジノビリ* (2)               | サンアントニオ・スパーズ           |
| 2010–11  | デリック・ローズ^                       | シカゴ・ブルズ                     | ラッセル・ウェストブルック^          | オクラホマシティ・サンダー         | クリス・ポール^ (3)               | ニューオーリンズ・ホーネッツ       |
| 2011–12  | レブロン・ジェームズ^ (8)               | マイアミ・ヒート                   | ケビン・ラブ^                        | ミネソタ・ティンバーウルブズ       | カーメロ・アンソニー^ (5)         | ニューヨーク・ニックス             |
| 2011–12  | ケビン・デュラント^ (3)                 | オクラホマシティ・サンダー         | ブレイク・グリフィン^                | ロサンゼルス・クリッパーズ         | ダーク・ノヴィツキー (12)         | ダラス・マーベリックス             |
| 2011–12  | ドワイト・ハワード^ (6)                 | オーランド・マジック               | アンドリュー・バイナム               | ロサンゼルス・レイカーズ           | タイソン・チャンドラー            | ニューヨーク・ニックス             |
| 2011–12  | コービー・ブライアント* (14)            | ロサンゼルス・レイカーズ           | トニー・パーカー (2)                 | サンアントニオ・スパーズ           | ドウェイン・ウェイド (7)          | マイアミ・ヒート                   |
| 2011–12  | クリス・ポール^ (4)                     | ロサンゼルス・クリッパーズ         | ラッセル・ウェストブルック^ (2)      | オクラホマシティ・サンダー         | レイジョン・ロンド^               | ボストン・セルティックス           |
| 2012–13  | レブロン・ジェームズ^ (9)               | マイアミ・ヒート                   | カーメロ・アンソニー^ (6)            | ニューヨーク・ニックス             | デイビッド・リー                  | ゴールデンステート・ウォリアーズ   |
| 2012–13  | ケビン・デュラント^ (4)                 | オクラホマシティ・サンダー         | ブレイク・グリフィン^ (2)            | ロサンゼルス・クリッパーズ         | ポール・ジョージ^                 | インディアナ・ペイサーズ           |
| 2012–13  | ティム・ダンカン* (14)                  | サンアントニオ・スパーズ           | マルク・ガソル^                      | メンフィス・グリズリーズ           | ドワイト・ハワード^ (7)           | ロサンゼルス・レイカーズ           |
| 2012–13  | コービー・ブライアント* (15)            | ロサンゼルス・レイカーズ           | トニー・パーカー (3)                 | サンアントニオ・スパーズ           | ドウェイン・ウェイド (8)          | マイアミ・ヒート                   |
| 2012–13  | クリス・ポール^ (5)                     | ロサンゼルス・クリッパーズ         | ラッセル・ウェストブルック^ (3)      | オクラホマシティ・サンダー         | ジェームズ・ハーデン^             | ヒューストン・ロケッツ             |
| 2013–14  | ケビン・デュラント^ (5)                 | オクラホマシティ・サンダー         | ブレイク・グリフィン^ (3)            | ロサンゼルス・クリッパーズ         | ポール・ジョージ^ (2)             | インディアナ・ペイサーズ           |
| 2013–14  | レブロン・ジェームズ^ (10)              | マイアミ・ヒート                   | ケビン・ラブ^ (2)                    | ミネソタ・ティンバーウルブズ       | ラマーカス・オルドリッジ (2)      | ポートランド・トレイルブレイザーズ |
| 2013–14  | ジョアキム・ノア                        | シカゴ・ブルズ                     | ドワイト・ハワード^ (8)              | ヒューストン・ロケッツ             | アル・ジェファーソン              | シャーロット・ボブキャッツ         |
| 2013–14  | ジェームズ・ハーデン^ (2)               | ヒューストン・ロケッツ             | ステフィン・カリー^                  | ゴールデンステート・ウォリアーズ   | ゴラン・ドラギッチ^               | フェニックス・サンズ               |
| 2013–14  | クリス・ポール^ (6)                     | ロサンゼルス・クリッパーズ         | トニー・パーカー (4)                 | サンアントニオ・スパーズ           | デイミアン・リラード^             | ポートランド・トレイルブレイザーズ |
| 2014–15  | レブロン・ジェームズ^ (11)              | クリーブランド・キャバリアーズ     | ラマーカス・オルドリッジ (3)         | ポートランド・トレイルブレイザーズ | ブレイク・グリフィン^ (4)         | ロサンゼルス・クリッパーズ         |
| 2014–15  | アンソニー・デイビス^                   | ニューオーリンズ・ペリカンズ       | パウ・ガソル (4)                     | シカゴ・ブルズ                     | ティム・ダンカン* (15)            | サンアントニオ・スパーズ           |
| 2014–15  | マルク・ガソル^ (2)                     | メンフィス・グリズリーズ           | デマーカス・カズンズ^                | サクラメント・キングス             | ディアンドレ・ジョーダン^         | ロサンゼルス・クリッパーズ         |
| 2014–15  | ジェームズ・ハーデン^ (3)               | ヒューストン・ロケッツ             | ラッセル・ウェストブルック^ (4)      | オクラホマシティ・サンダー         | クレイ・トンプソン^               | ゴールデンステート・ウォリアーズ   |
| 2014–15  | ステフィン・カリー^ (2)                 | ゴールデンステート・ウォリアーズ   | クリス・ポール^ (7)                  | ロサンゼルス・クリッパーズ         | カイリー・アービング^             | クリーブランド・キャバリアーズ     |
| 2015–16  | カワイ・レナード^                       | サンアントニオ・スパーズ           | ケビン・デュラント^ (6)              | オクラホマシティ・サンダー         | ポール・ジョージ^ (3)             | インディアナ・ペイサーズ           |
| 2015–16  | レブロン・ジェームズ^ (12)              | クリーブランド・キャバリアーズ     | ドレイモンド・グリーン^              | ゴールデンステート・ウォリアーズ   | ラマーカス・オルドリッジ (4)      | サンアントニオ・スパーズ           |
| 2015–16  | ディアンドレ・ジョーダン^ (2)           | ロサンゼルス・クリッパーズ         | デマーカス・カズンズ^ (2)            | サクラメント・キングス             | アンドレ・ドラモンド^             | デトロイト・ピストンズ             |
| 2015–16  | ステフィン・カリー^ (3)                 | ゴールデンステート・ウォリアーズ   | デイミアン・リラード^ (2)            | ポートランド・トレイルブレイザーズ | クレイ・トンプソン^ (2)           | ゴールデンステート・ウォリアーズ   |
| 2015–16  | ラッセル・ウェストブルック^ (5)         | オクラホマシティ・サンダー         | クリス・ポール^ (8)                  | ロサンゼルス・クリッパーズ         | カイル・ラウリー^                 | トロント・ラプターズ               |
| 2016–17  | カワイ・レナード^ (2)                   | サンアントニオ・スパーズ           | ケビン・デュラント^ (7)              | ゴールデンステート・ウォリアーズ   | ジミー・バトラー^                 | シカゴ・ブルズ                     |
| 2016–17  | レブロン・ジェームズ^ (13)              | クリーブランド・キャバリアーズ     | ヤニス・アデトクンボ^                | ミルウォーキー・バックス           | ドレイモンド・グリーン^ (2)       | ゴールデンステート・ウォリアーズ   |
| 2016–17  | アンソニー・デイビス^ (2)               | ニューオーリンズ・ペリカンズ       | ルディ・ゴベア^                      | ユタ・ジャズ                       | ディアンドレ・ジョーダン^ (3)     | ロサンゼルス・クリッパーズ         |
| 2016–17  | ジェームズ・ハーデン^ (4)               | ヒューストン・ロケッツ             | ステフィン・カリー^ (4)              | ゴールデンステート・ウォリアーズ   | ジョン・ウォール^                 | ワシントン・ウィザーズ             |
| 2016–17  | ラッセル・ウェストブルック^ (6)         | オクラホマシティ・サンダー         | アイザイア・トーマス^                | ボストン・セルティックス           | デマー・デローザン^               | トロント・ラプターズ               |
| 2017–18  | ケビン・デュラント^ (8)                 | ゴールデンステート・ウォリアーズ   | ラマーカス・オルドリッジ (5)         | サンアントニオ・スパーズ           | ジミー・バトラー^ (2)             | ミネソタ・ティンバーウルブズ       |
| 2017–18  | レブロン・ジェームズ^ (14)              | クリーブランド・キャバリアーズ     | ヤニス・アデトクンボ^ (2)            | ミルウォーキー・バックス           | ポール・ジョージ ^ (4)            | オクラホマシティ・サンダー         |
| 2017–18  | アンソニー・デイビス^ (3)               | ニューオーリンズ・ペリカンズ       | ジョエル・エンビード^                | フィラデルフィア・76ers            | カール＝アンソニー・タウンズ^     | ミネソタ・ティンバーウルブズ       |
| 2017–18  | ジェームズ・ハーデン^ (5)               | ヒューストン・ロケッツ             | デマー・デローザン^ (2)              | トロント・ラプターズ               | ビクター・オラディポ^             | インディアナ・ペイサーズ           |
| 2017–18  | デイミアン・リラード^ (3)               | ポートランド・トレイルブレイザーズ | ラッセル・ウェストブルック^ (7)      | オクラホマシティ・サンダー         | ステフィン・カリー^ (5)           | ゴールデンステート・ウォリアーズ   |
| 2018–19  | ヤニス・アデトクンボ^ (3)               | ミルウォーキー・バックス           | ケビン・デュラント^ (9)              | ゴールデンステート・ウォリアーズ   | ブレイク・グリフィン^ (5)         | デトロイト・ピストンズ             |
| 2018–19  | ポール・ジョージ^ (5)                   | オクラホマシティ・サンダー         | カワイ・レナード^ (3)                | トロント・ラプターズ               | レブロン・ジェームズ^ (15)        | ロサンゼルス・レイカーズ           |
| 2018–19  | ニコラ・ヨキッチ^                       | デンバー・ナゲッツ                 | ジョエル・エンビード^ (2)            | フィラデルフィア・76ers            | ルディ・ゴベア^ (2)               | ユタ・ジャズ                       |
| 2018–19  | ジェームズ・ハーデン^ (6)               | ヒューストン・ロケッツ             | デイミアン・リラード^ (4)            | ポートランド・トレイルブレイザーズ | ラッセル・ウェストブルック^ (8)   | オクラホマシティ・サンダー         |
| 2018–19  | ステフィン・カリー^ (6)                 | ゴールデンステート・ウォリアーズ   | カイリー・アービング^ (2)            | ボストン・セルティックス           | ケンバ・ウォーカー^               | シャーロット・ホーネッツ           |
| 2019–20  | レブロン・ジェームズ^ (16)              | ロサンゼルス・レイカーズ           | カワイ・レナード^ (4)                | ロサンゼルス・クリッパーズ         | ジミー・バトラー^ (3)             | マイアミ・ヒート                   |
| 2019–20  | ヤニス・アデトクンボ^ (4)               | ミルウォーキー・バックス           | パスカル・シアカム^                  | トロント・ラプターズ               | ジェイソン・テイタム^             | ボストン・セルティックス           |
| 2019–20  | アンソニー・デイビス^ (4)               | ロサンゼルス・レイカーズ           | ニコラ・ヨキッチ^ (2)                | デンバー・ナゲッツ                 | ルディ・ゴベア^ (3)               | ユタ・ジャズ                       |
| 2019–20  | ジェームズ・ハーデン^ (7)               | ヒューストン・ロケッツ             | デイミアン・リラード^ (5)            | ポートランド・トレイルブレイザーズ | ベン・シモンズ^                   | フィラデルフィア・76ers            |
| 2019–20  | ルカ・ドンチッチ^                       | ダラス・マーベリックス             | クリス・ポール^ (9)                  | オクラホマシティ・サンダー         | ラッセル・ウェストブルック^ (9)   | ヒューストン・ロケッツ             |
| 2020–21  | ニコラ・ヨキッチ^ (3)                   | デンバー・ナゲッツ                 | ジョエル・エンビード^ (3)            | フィラデルフィア・76ers            | ジミー・バトラー^ (4)             | マイアミ・ヒート                   |
| 2020–21  | ヤニス・アデトクンボ^ (5)               | ミルウォーキー・バックス           | ジュリアス・ランドル^                | ニューヨーク・ニックス             | カイリー・アービング^ (3)         | ブルックリン・ネッツ               |
| 2020–21  | ステフィン・カリー^ (7)                 | ゴールデンステート・ウォリアーズ   | レブロン・ジェームズ^ (17)           | ロサンゼルス・レイカーズ           | ルディ・ゴベア^ (4)               | ユタ・ジャズ                       |
| 2020–21  | カワイ・レナード^ (5)                   | ロサンゼルス・クリッパーズ         | デイミアン・リラード^ (6)            | ポートランド・トレイルブレイザーズ | ポール・ジョージ^ (6)             | ロサンゼルス・クリッパーズ         |
| 2020–21  | ルカ・ドンチッチ^ (2)                   | ダラス・マーベリックス             | クリス・ポール^ (10)                 | フェニックス・サンズ               | ブラッドリー・ビール^             | ワシントン・ウィザーズ             |
| 2021–22  | ヤニス・アデトクンボ^ (6)               | ミルウォーキー・バックス           | ジョエル・エンビード^ (4)            | フィラデルフィア・76ers            | カール＝アンソニー・タウンズ^ (2) | ミネソタ・ティンバーウルブズ       |
| 2021–22  | ルカ・ドンチッチ^ (3)                   | ダラス・マーベリックス             | ジャ・モラント^                      | メンフィス・グリズリーズ           | レブロン・ジェームズ^ (18)        | ロサンゼルス・レイカーズ           |
| 2021–22  | ニコラ・ヨキッチ^ (4)                   | デンバー・ナゲッツ                 | ケビン・デュラント^ (10)             | ブルックリン・ネッツ               | クリス・ポール^ (11)              | フェニックス・サンズ               |
| 2021–22  | デビン・ブッカー^                       | フェニックス・サンズ               | ステフィン・カリー^ (8)              | ゴールデンステート・ウォリアーズ   | トレイ・ヤング^                   | アトランタ・ホークス               |
| 2021–22  | ジェイソン・テイタム^ (2)               | ボストン・セルティックス           | デマー・デローザン^ (3)              | シカゴ・ブルズ                     | パスカル・シアカム^ (2)           | トロント・ラプターズ               |
| 2022–23  | ヤニス・アデトクンボ^ (7)               | ミルウォーキー・バックス           | ニコラ・ヨキッチ^ (5)                | デンバー・ナゲッツ                 | ドマンタス・サボニス^             | サクラメント・キングス             |
| 2022–23  | ジェイソン・テイタム^ (3)               | ボストン・セルティックス           | ドノバン・ミッチェル^                | クリーブランド・キャバリアーズ     | ディアロン・フォックス^           | サクラメント・キングス             |
| 2022–23  | ジョエル・エンビード^ (5)               | フィラデルフィア・76ers            | ステフィン・カリー^ (9)              | ゴールデンステイト・ウォリアーズ   | ダミアン・リラード^ (7)           | ポートランド・トレイルブレイザーズ |
| 2022–23  | シェイ・ギルジアス＝アレクサンダー^     | オクラホマシティ・サンダー         | ジミー・バトラー^ (5)                | マイアミ・ヒート                   | ジュリアス・ランドル^ (2)         | ニューヨーク・ニックス             |
| 2022–23  | ルカ・ドンチッチ^ (4)                   | ダラス・マーベリックス             | ジェイレン・ブラウン^                | ボストン・セルティックス           | レブロン・ジェームズ^ (19)        | ロサンゼルス・レイカーズ           |
| 2023–24  | ヤニス・アデトクンボ^ (8)               | ミルウォーキー・バックス           | ジェイレン・ブランソン^              | ニューヨーク・ニックス             | デビン・ブッカー^ (2)             | フェニックス・サンズ               |
| 2023–24  | ジェイソン・テイタム^ (4)               | ボストン・セルティックス           | アンソニー・デイビス^ (5)            | ロサンゼルス・レイカーズ           | ステフィン・カリー^ (10)          | \|ゴールデンステイト・ウォリアーズ |
| 2023–24  | ニコラ・ヨキッチ^ (6)                   | デンバー・ナゲッツ                 | ケビン・デュラント^ (10)             | フェニックス・サンズ               | タイリース・ハリバートン^         | インディアナ・ペイサーズ           |
| 2023–24  | シェイ・ギルジアス＝アレクサンダー^ (2) | オクラホマシティ・サンダー         | アンソニー・エドワーズ^              | ミネソタ・ティンバーウルブズ       | レブロン・ジェームズ^ (20)        | ロサンゼルス・レイカーズ           |
| 2023–24  | ルカ・ドンチッチ^ (5)                   | ダラス・マーベリックス             | カワイ・レナード^ (6)                | ロサンゼルス・クリッパーズ         | ドマンタス・サボニス^ (2)         | サクラメント・キングス             |
| 2024–25  | ヤニス・アデトクンボ^ (9)               | ミルウォーキー・バックス           | ジェイレン・ブランソン^ (2)          | ニューヨーク・ニックス             | ケイド・カニングハム^             | デトロイト・ピストンズ             |
| 2024–25  | ジェイソン・テイタム^ (5)               | ボストン・セルティックス           | ステフィン・カリー^ (11)             | ゴールデンステイト・ウォリアーズ   | タイリース・ハリバートン^ (2)     | \|インディアナ・ペイサーズ         |
| 2024–25  | ニコラ・ヨキッチ^ (7)                   | デンバー・ナゲッツ                 | アンソニー・エドワーズ^ (2)          | ミネソタ・ティンバーウルブズ       | ジェームズ・ハーデン^ (8)         | ロサンゼルス・クリッパーズ         |
| 2024–25  | シェイ・ギルジアス＝アレクサンダー^ (3) | オクラホマシティ・サンダー         | レブロン・ジェームズ^ (21)           | ロサンゼルス・レイカーズ           | カール＝アンソニー・タウンズ^ (3) | ニューヨーク・ニックス             |
| 2024–25  | ドノバン・ミッチェル^ (2)               | クリーブランド・キャバリアーズ     | エバン・モーブリー^                  | クリーブランド・キャバリアーズ     | ジェイレン・ウィリアムズ^         | オクラホマシティ・サンダー         |

## 脚註
1. ↑  ALL NBA Team--Basketbal-Refference.com